# Henry Woods (Politiker)

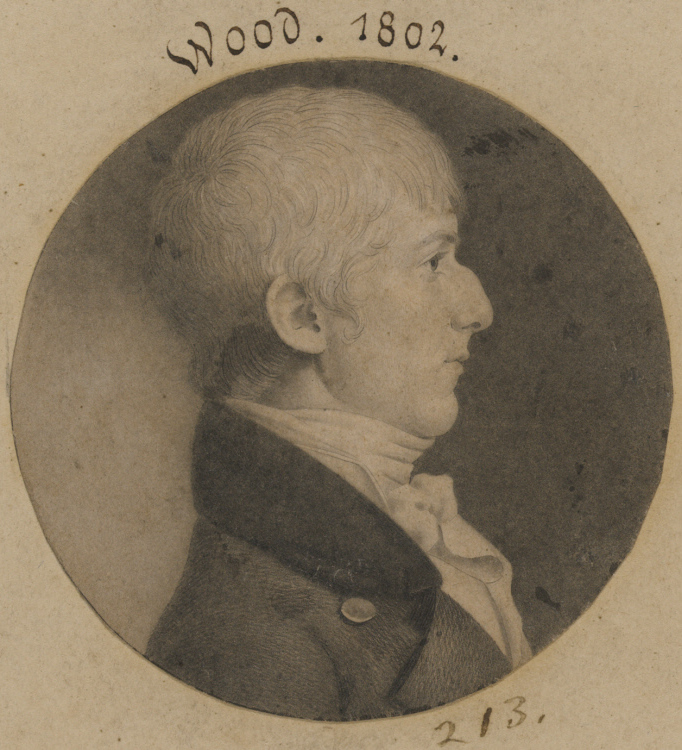
Henry Woods

Henry Woods (* 1764 in Bedford, Bedford County, Province of Pennsylvania; † 1826 ebenda) war ein US-amerikanischer Politiker. Zwischen 1799 und 1803 vertrat er den Bundesstaat Pennsylvania im US-Repräsentantenhaus.

## Werdegang
Henry Woods war der jüngere Bruder des Kongressabgeordneten John Woods (1761–1816). Weder sein genaues Geburts- noch sein Sterbedatum sind überliefert. Er besuchte die öffentlichen Schulen seiner Heimat. Nach einem anschließenden Jurastudium und seiner 1792 erfolgten Zulassung als Rechtsanwalt begann er in Bedford in diesem Beruf zu arbeiten. Politisch wurde er Mitglied der Ende der 1790er Jahre von Alexander Hamilton gegründeten Föderalistischen Partei.
Bei den Kongresswahlen des Jahres 1798 wurde Woods im zehnten Wahlbezirk von Pennsylvania in das damals noch in Philadelphia tagende US-Repräsentantenhaus gewählt, wo er am 4. März 1799 die Nachfolge von David Bard antrat. Nach einer Wiederwahl konnte er bis zum 3. März 1803 zwei Legislaturperioden im Kongress absolvieren. Während dieser Zeit wurde im Jahr 1800 die neue Bundeshauptstadt Washington, D.C. bezogen.
Nach dem Ende seiner Zeit im US-Repräsentantenhaus betätigte sich Henry Woods im Immobiliengeschäft als Landspekulant. Er starb im Jahr 1826 in seinem Heimatort Bedford.